# Œuvres de charité à Lyon
Les œuvres de charité à Lyon sont les organisations religieuses ou laïques lyonnaises qui ont à travers l'histoire de la ville pour but de soutenir les personnes nécessiteuses. Ces structures ne doivent pas être confondues avec les corporations de l'ancien régime ou les sociétés de secours mutuels. Ce système caritatif est uniquement vertical entre des bienfaiteurs qui disposent de moyens pour aider autrui et des personnes dans le besoin ; il ne s'agit donc pas d'institutions davantage horizontales basées sur l'entraide entre gens du même métier ou du même quartier, de mêmes conditions.
Ces institutions sont nées sous l'ancien régime de l’Église. Elles prennent lentement leur forme contemporaine au cours des XVIIe et XVIIe siècles[Quoi ?] avant de renaître et de se développer considérablement au XIXe pour répondre aux mutations profondes de l'essor industriel de la ville.

## Ancien régime
La révolution française abat la plupart des œuvres de charité. Les idéaux révolutionnaires estiment que l’État doit pouvoir subvenir à tous les besoins de la population, et interdits donc les anciennes institutions. Mais rapidement, devant l'ampleur des besoins, le pragmatisme s'impose et des organisations réapparaissent ou inventent de nouvelles formes.

## Dix-neuvième siècle
La première partie du XIXe siècle est très riche en mouvements de charité. Entre 1800 et 1840, 78 œuvres se fondent ou se refondent.
Parmi les recréations il y a l’Œuvre de la Miséricorde, ancienne confrérie fondée en 1636 et dont la destination est le soutien aux prisonniers et condamnés à mort. Supprimée, elle est autorisée à nouveau le 2 brumaire an IV. Cette œuvre fonde l'hospice de la Miséricorde, près des Brotteaux.
Une autre à être reconstruite après une interdiction est la Confrérie des Hospitaliers-Veilleurs. Née en 1767 de la fusion des Hospitaliers et des Veilleurs, elle a but objectif de soutenir physiquement et religieusement les malheureux des hospices, prisons et paroisses.